# Parque Nacional El Leoncito
O Parque Nacional El Leoncito é uma área protegida com 76.000 hectares, que desde 1994 formava uma Reserva Natural Estricta e que em 2002 se transformou em Parque Nacional, localizado na Província de San Juan, na Argentina, a 34 km da localidade de Barreal.
Ao longo do parque encontram-se representadas espécies vegetais (xerófilas, de ambientes húmidos, de alta montanha e alto-andinas), quanto às animais é o habitat de algumas espécies (guanaco e aves de rapina como o falcão peregrino). Na área do parque encontram-se sítios históricos (a primeira Estancia El Leoncito, um posto militar do General San Martín) além de pinturas rupestres e vestígios do Camino del Inca.
Dentro do parque podem observar-se diferentes paisagens, desde o vale até à pré-cordilheira. Estando a funcionar no seu interior o Observatório Félix Aguilar (antigo Observatorio Astronómico Dr. Carlos U. Cesco) e o Complexo Astronómico El Leoncito (CASLEO), um dos mais importantes do país.